# 郑维敏
郑维敏（1923年—2012年1月21日），男，浙江鄞县人，中国自动控制及系统工程专家，曾任中国自动化学会理事，中国系统工程学会理事。妻子为唐敏一。